# Osawa Tomoya
Tomoya Osawa (sinh ngày 22 tháng 10 năm 1984) là một cầu thủ bóng đá người Nhật Bản.

## Sự nghiệp câu lạc bộ
Tomoya Osawa đã từng chơi cho Omiya Ardija, Sagawa Shiga và Kamatamare Sanuki.